# Heinrich Pantaleon
Heinrich Pantaleon (1522-1595) (Henrico Pantaleone, Heinri Pantaleon, Henry Pantaleon) (* Basileia, 13 de Junho de 1522 - † Basileia, 3 de Março de 1595), foi erudito, humanista, médico e historiador suíço.  Foi também Professor de Física, História, Teologia e Dialética da Universidade de Basileia.

## Vida
Heinrich Pantaleon nasceu e viveu em Basileia.  Estudou idiomas e literatura, fez teologia de acordo com os princípios da igreja reformada, ensinou dialética e filosofia natural em Basileia durante quarenta anos.  Mais tarde, em idade avançada, estudou Medicina, fez doutorado na mesma universidade, foi médico praticante que lhe angariou grande reputação e atuou nessa área até a sua morte em 3 de Março de 1595, aos 72 anos de idade.  
Escreveu numerosas obras de história e medicina, algumas em latim, outras em alemão, e fez também algumas traduções de autores clássicos para o alemão, dentre eles Matthias Flacius Illyricus (1520-1575), Johannes Trithemius (1462-1516), Johannes Balaeus (1495-1563), John Foxe (1517-1587) e Paolo Giovio (1483-1552).  A sua obra mais conhecida, embora rara na atualidade, foi um relato sobre os homens mais eminentes da Alemanha, publicado na Basileia em 1565, e intitulado Posographia heroum et illustrium virorum Germanise, e que foi dedicada ao imperador Maximiliano II (1527-1576), que o condecorou em agosto de 1566 com o título de Conde Palatino.   Essa mesma obra foi publicada em 1567 na língua alemã sob o título Teutscher Nation Heldenbuch.

## Família
Pantaleon se casou no dia 19 de Fevereiro de 1545, na Igreja de São Martins, com Cleopha Koesy († 1598), filhade Johannes Koesy.  No dia 2 de Dezembro de 1594 ele comemorou as bodas de ouro com a sua esposa.  Do seu casamento nasceram quatro filhos e oito filhas, dos quais podemos citar Christina (* 1548 e casada com Valentin Cherler); Johannes Heinrich (* 1558); Sibylla (*1563, foi casada com Johann Jakob Frey) e Maximilian (*1583).

## Obras
- Historia Militaris ordinis Johannitarum, Rhodiorum aut Melitensium Equitum;, Obra em latim sobre a história da Ordem de São João de Jerusalém, em 1581.
- Chronographia Ecclesiae Christi,“ibid, 1568
- Diarium Historicum,1572
- Comoedia de Zaccheo publicanorum principe, 1546.
- Chronographia Ecclesiae Christianae - Google Books